# Atheta atramentaria
Atheta atramentaria är en skalbaggsart som först beskrevs av Leonard Gyllenhaal 1810.  Atheta atramentaria ingår i släktet Atheta, och familjen kortvingar. Arten är reproducerande i Sverige.